# Lotan

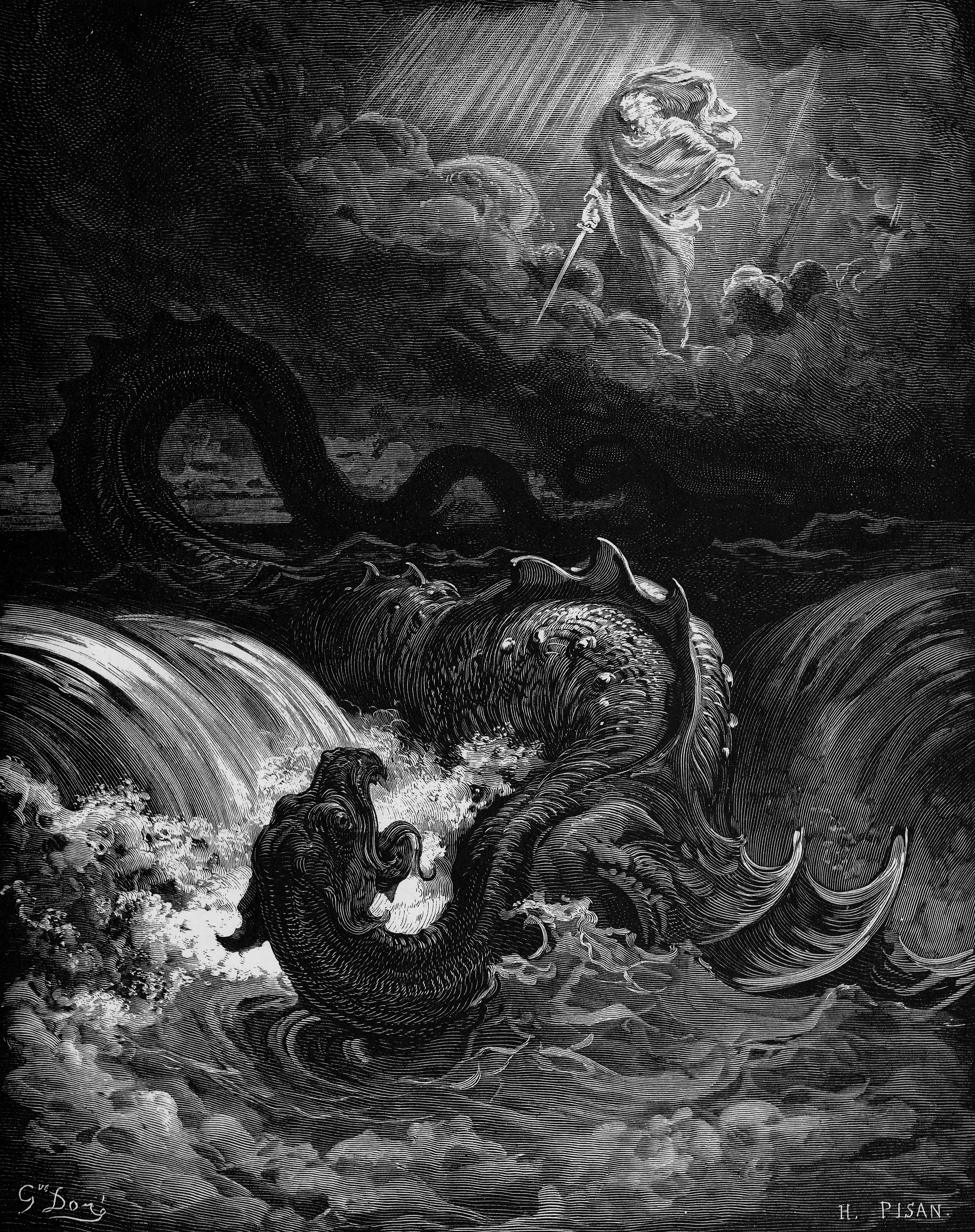
La destrucción del Leviathan, por Gustave Doré (1865)

Lotan (en ugarítico: 𐎍𐎚𐎐 LTN, que significa "enroscado"), también transliterado Lôtān, Litan, o Litānu, es un sirviente del dios marino Yam derrotado por el dios de la tormenta Hadad-Baʿal en el Ciclo de Baal ugarítico.
Lotan parece haber sido prefigurado por la serpiente Têmtum, representada en sellos sirios de los siglos XVIII–XVI a. C., y encuentra un reflejo posterior en el monstruo marino Leviatán, cuya derrota a manos de Yahvé es aludida en el Libro de Job y en Isaías 27:1.
Lambert (2003) llegó a afirmar que Isaías 27:1 es una cita directa tomada del texto ugarítico, interpretando correctamente el ugarítico bṯn ("serpiente") como el hebreo nḥš ("serpiente").
Lotan (ltn) es una formación adjetival que significa "enroscado", usado aquí como un nombre propio; la misma criatura tiene varios epítetos posibles, incluyendo "la serpiente fugitiva" (bṯn brḥ) y tal vez (con cierta incertidumbre debido a lagunas en los manuscritos) "la serpiente retorcida" (bṯn ʿqltn) y "el poderoso con siete cabezas" (šlyṭ d.šbʿt rašm).
El mito de Hadad derrotando a Lotan, Yahvé derrotando a Leviatán, Marduk derrotando a Tiamat (etc.) en las mitologías del antiguo Oriente Próximo son ejemplos clásicos del mito del Chaoskampf (motivo recurrente en diversas mitologías en el que un dios de la guerra, las tormentas o los cielos lucha contra una fuerza maligna, que suele ser un dios del mal, del caos o un dragón, serpiente o monstruo de los mares), también reflejado en Zeus derrotando a Tifón en la mitología griega, en la lucha de Thor contra Jörmungandr en la parte de Gylfaginning de la Edda en prosa, y en la batalla védica entre Indra y Vritra (de sánscrito वृत्र, vṛtrá, que significa "envolvente", "cubrir" y por lo tanto "obstáculo"), quien es acusado de ser un dragón que acapara las aguas y las lluvias, como un dasa que roba vacas, y como un anti-dios que oculta el Sol, concentrándose en Vritra varios procesos de demonización, el patrón del bien contra el mal, la oscuridad contra la luz (ocultando el Sol), y comparaciones con fuerzas de la naturaleza y monstruos cuyos tentáculos abarcan la tierra.
El Río Litani que serpentea a través del Valle de la Becá en Líbano recibe su nombre de Lotan, ya que se creía que el río era la personificación del dios.